# Plectris rubescens
Plectris rubescens är en skalbaggsart som beskrevs av Blanchard 1850. Plectris rubescens ingår i släktet Plectris och familjen Melolonthidae. Inga underarter finns listade i Catalogue of Life.